# Ambrosius Schlumpf (Politiker, 1573)
Ambrosius Schlumpf (* 9. November 1573 in St. Gallen; † 29. November 1635 ebenda) war ein Schweizer Politiker und Bürgermeister von St. Gallen (Schweiz).

## Leben
Ambrosius Schlumpf war der Sohn von David Schlumpf, Elfer, und dessen Ehefrau Katharina (* 1533 in St. Gallen; † unbekannt), Tochter des Joachim Haltmayer. Sein Grossvater war der gleichnamige St. Galler Bürgermeister Ambrosius Schlumpf.
Von 1615 bis 1620 war der Zunftmeister der Weberzunft, und von 1618 bis 1620 bekleidete er das Amt des Unterbürgermeisters.
Von 1620 bis 1635 war er im Wechsel mit Georg Huber, Joachim Zollikofer, Lorenz Steiger (gewählt 1625) und Sebastian Schobinger (gewählt 1632) im Dreijahresturnus Amtsbürgermeister, Altbürgermeister und Reichsvogt. Er nahm auch als Gesandter an der Tagsatzung vom 29. September 1620 bis 13. Oktober 1620 in Baden teil.
Ambrosius Schlumpf war seit 1597 in erster Ehe mit Anna, Tochter des Heinrich Kaiser, verheiratet. Von ihren Kindern ist namentlich bekannt:
- Anna Schlumpf (1600–1642), verheiratet mit Jakob Züblin (1596–1655).

Seit 1629 war er in zweiter Ehe mit Weibratha, Tochter des Kaspar Scherrer, Elfer, verheiratet.